# Джастін Бейло
Джастін Бейло (нід. Justin Bijlow; нар. 22 січня 1998, Роттердам) — нідерландський футболіст, воротар клубу «Феєнорд» та збірної Нідерландів.

## Клубна кар'єра
Вихованець клубу «Феєнорд» зі свого рідного міста Роттердам. 13 серпня 2017 року в матчі проти «Твенте» (2:1) він дебютував в Ередівізі. Того дня він замінив Бреда Джонса, який не зміг зіграти через травму спини, а запасний воротар Кеннет Вермер також мав травму. Загалом у сезоні 2017/18 він виграв з командою Кубок та Суперкубок Нідерландів, проте у жодному з турнірів так і не зіграв.
2018 року Джонс покинув клуб і Бейло тимчасово став основним воротарем, зігравши у Суперкубку Нідерландів 2018 року проти ПСВ (0:0). Там Бейло відбив 2 післяматчевих пенальті (від Хендрікса та вирішальний від Росаріо) та допоміг своїй команді здобути трофей. Надалі Бейло конкурував за місце в основі з Вермером, після уходу якого на початку 2020 року Джастін став повноцінним «першим номером» рідної команди.

## Міжнародна кар'єра
У 2014 році у складі юнацької збірної Нідерландів до 17 років Бейло став срібним призером юнацького чемпіонату Європи на Мальті. На турнірі він був запасним та на поле не вийшов. У 2015 році у складі цієї команди Джастін вдруге взяв участь у юнацькому чемпіонаті Європи у Болгарії. Цього разу Бейло був основним воротарем і він зіграв у всіх трьох матчах проти команд Ірландії, Англії та Італії, але нідерландці не змогли вийти з групи.
У 2017 році у складі юнацької збірної Нідерландів до 19 років Бейло взяв участь у юнацькому чемпіонаті Європи в Грузії. На цьому турнірі він також був основним і зіграв у всіх матчах проти команд Німеччини, Англії, Болгарії та Португалії, ставши з командою півфіналістом змагань.
З командою до 21 року Бейло брав участь у молодіжному чемпіонаті Європи 2021 року. Основним воротарем «помаранчевих» на груповому етапі був К'єлл Схерпен, втім на матчі плей-оф, які через пандемію COVID-19 пройшли через два місяці, саме Бейло був основним воротарем, зігравши, проти Франції в чвертьфіналі (2:1) і в півфіналі проти Німеччини (1:2).
1 вересня 2021 року Бейло дебютував у національній збірній Нідерландів, вийшовши у старті у відбірковому матчі до чемпіонату світу 2022 року проти Норвегії, пропустивши на двадцятій хвилині від Ерлінга Голанда. Матч завершився внічию 1:1. Загалом зігравши у 6 іграх відбору, Бейло допоміг нідерландцям кваліфікуватись до фінальної стадії турніру.

## Досягнення
«Феєнорд»
- Володар Кубка Нідерландів (2): 2017/18, 2023/24
- Володар Суперкубка Нідерландів (3): 2017, 2018, 2024[13]
- Чемпіон Нідерландів: 2022/23

Індивідуальні
- У символічній збірній юнацького (U-19) чемпіонату Європи: 2017[14]